# Gráfico em leque (estatística)
Em estatística, um gráfico em leque (em inglês, fan chart) é um tipo de gráfico feito de um grupo de diagramas em forma de leque, que podem ser posicionados de acordo com duas dimensões de categorização.
Um diagrama de dispersão em leque é um diagrama circular que
comunica a mesma informação sobre a dispersão que um boxplot:
a saber, mediana, quartis, e os dois valores extremos.

## Elementos
Os elementos de um diagrama de dispersão em leque são:
1. Uma linha circular como escala;
2. Um diâmetro que indica a mediana;
3. Um leque (um segmento de um círculo) que indica o quartis
4. Duas penas que indicam os valores extremos.

A escala da linha circular começa na parte esquerda
com o valor inicial (e. g. com zero).
Os valores seguintes são aplicados no sentido horário.
A cauda branca do diâmetro indica a mediana.
O leque escuro indica a dispersão da metade dos valores observados; Assim, ele engloba os valores do primeiro ao terceiro quartil.
As penas brancas indicam a dispersão dos 90% dos valores observados centrais.
O comprimento da parte branca do diâmetro corresponde ao número
de observações.

## Aplicação
Um gráfico em leque dá um resumo rápido dos valores observados em função de duas variáveis. Isso é possível graças a uma densa representação
e um tamanho constante que não depende do tamanho do diagrama de dispersão em leque.
Uma vantagem essencial comparada a uma sequência de boxplots é a possibilidade de comparar diagramas de dispersão em leque não somente em uma direção, mas em dois sentidos (horizontal e verticalmente).

## Exemplo
O exemplo a seguir apresenta os dados a partir do conjunto de dados MathAchieve
que é parte do pacote nlme da linguagem R de José Pinheiro et al.

Ele contém escores matemáticos de 7185 alunos.
Os alunos são classificados
de acordo com sexo e pertencimento a um grupo de minoria étnica.
Os gráficos mostram os escores matemáticos em dependência do status socioeconômico dos alunos (eixo x)
e do status socioeconômico médio de todos os alunos
na mesma escola (eixo y).
Os quatro gráficos diferenciam os alunos
de acordo com o sexo e o pertencimento a um grupo de minoria étnica.
O gráfico de leque revela como o valor da mediana parcialmente segue uma grande tendência principal
enquanto que os valores de um subgrupo (com as células) se espalha grandemente, o que pode levar a dúvidas sobre uma possível correlação.